# Хотница
Хотница е село в Северна България. То се намира в община Велико Търново, област Велико Търново. Там е намерено съкровище от халколитната епоха.

## История
Землището на Хотница представлява археологически феномен – открити са 49 селища, обитавани в различни периоди от ранния неолит през античността до късното средновековие. Документирани са 29 селища от неолита, няколко от античността и късното средновековие, както и многослойна селищна могила, формирана от обитаването на това място в продължение на хилядолетия. Находките изясняват, че раннонеолитните жилища, полувкопани в земята, след опустошително наводнение от река Бохот са били заменени с издигнати над терена постройки от колове с оплетени пръти, обмазани с глина. Има следи от укрепителна система – ров и ограда от побити колове, подсилени с камъни.
Обитаването на селището е прекратено през IV хил. пр.н.е. Следите от опожаряване на постройките и овъглените костни останки дават ясна представа за съдбата на общността. Може да се твърди, че въоръжените нашествия на номадски племена от север, означавани днес като прототракийски, са причина за гибелта на постоянните обитатели на селищната могила. Материални находки от заселници на по-примитивно културно равнище потвърждават тази теория. Следва 800-годишен период на развитие на преходна култура, характеризираща конвергенцията на предходното население с новите заселници. Именно тя дава начало на високоразвитата тракийска цивилизация.

### Енеолит
Археологическите находки, изследвани в процеса на системното проучване на обектите около Хотница, датират разцвета на местната култура към енеолита (V – IV хил. пр.н.е.). Доказана е принадлежността им към най-ранната цивилизация в Европа. Населението, което ги е създало, е водело уседнал начин на живот, с основен поминък земеделие и скотовъдство, допълван с лов и събирателство на плодове. В намиращото се в близост праисторическо селище от късноенеолитната епоха от палеоорнитолога проф. Златозар Боев са открити костни останки от 8 вида птици – ням лебед (Cygnus olor), тетрев (Tetrao tetrix), брадат лешояд (Gypaetus barbatus), тръстиков блатар (Circus aeruginosus), голяма дропла (Otis tarda), гривяк (Columba palumbus), сврака (Pica pica) и домашна кокошка (Gallus gallus f. domestica). Останките от домашна кокошка доказват наличието на напреднало птицевъдство през енеолита в нашите земи.
Изработката на откритата керамика с графитна орнаментация и предметите с битово предназначение са типични за високоразвитата цивилизация по нашите земи в този период и имат сходство с находките от халколитния Варненски некропол. Има и уникални образци, като малки съдове с дръжки, тип „аскус“, известен на археологията от период 700 – 800 години по-късно. Предполага се, че са служили за съхраняване на лечебни вещества. Високото качество на изпълнение, уеднаквените форми, повтаряемите детайли и характерните елементи и материали за украса, присъщи на тази култура, доказват обособяването на прослойка с професионални занаятчийски умения, както и обществено разслояване по имотен и властови признак. За високото равнище на професионализация в това общество свидетелстват накити от седефена мида – материал, изключително труден за обработка, както и останки от вертикален тъкачен стан – рядка находка от тази епоха. Отделни образци доказват продължителни връзки с Черноморието, Средиземноморието и земите отвъд Дунав. Нивото на познания също е забележително – открити са доказателства за успешни черепни операции.
Уникална находка представлява мраморната статуетка на богинята майка с отвор в средата, доказателство за упражняването на култа към плодородието.
Специално внимание заслужава известното златно съкровище от Хотница, състоящо се от 44 елемента с тегло 310 грама. Накитите, изработени от 24-каратово природно злато, съдържат огърлица, гривна, спирали и пластини. Изработени са чрез изтегляне – техника, характерна за най-старото обработено злато в Европа от културата „Варна“. Една от пластините обаче предхожда по древност всички известни находки, като се съди по изработката чрез изчукване.

### Античност
В землището на Хотница са открити находки от античния период, съдържащи тракийско въоръжение – върхове на копия, а също така и две римски пещи, център за производство на керамика и каменоломна.

### Средновековие
В близост се намира и средновековно селище, обитавано от XII до XIV век.
Кредитна кооперация „Съгласие“ е създадена през 1906, през 1947 година кооперацията е преобразувана на потребителска.

## Население
Численост на населението според преброяванията през годините:
| \| Година на преброяване \| Численост \| \| --------------------- \| --------- \| \| 1934 \| 1997 \| \| 1946 \| 2002 \| \| 1956 \| 1749 \| \| 1965 \| 1342 \| \| 1975 \| 1048 \| \| 1985 \| 752 \| \| 1992 \| 549 \| \| 2001 \| 506 \| \| 2011 \| 382 \| \| 2021 \| 394 \| |           |
| Година на преброяване | Численост |
| 1934 | 1997      |
| 1946 | 2002      |
| 1956 | 1749      |
| 1965 | 1342      |
| 1975 | 1048      |
| 1985 | 752       |
| 1992 | 549       |
| 2001 | 506       |
| 2011 | 382       |
| 2021 | 394       |

### Етнически състав
Преброяване на населението през 2011 г.
Численост и дял на етническите групи според преброяването на населението през 2011 г.:
|                     | Численост | Дял (в %) |
| Общо                | 382       | 100.00    |
| Българи             | 346       | 90.57     |
| Турци               | 5         | 1.30      |
| Цигани              |           |           |
| Други               |           |           |
| Не се самоопределят |           |           |
| Неотговорили        | 24        | 6.28      |

## Религия
- Православен храм „Света мъченица Ирина“. Черквата е построена през 1836 година[8].

## Обществени институции
- Народно читалище „Светлина“

## Културни и природни забележителности
Най-красивата местност край село Хотница е Водопадът.
Преди около година беше направена екопътека, която позволява на посетителите да се насладят изцяло на водопада.

## Редовни събития
Най-почитаният празник е Бабинден /21 януари/.

## Личности
- Родени в Хотница
- Асен Попов (23 януари 1886 – 1971), пилот, изучава авиационно дело в Женева. Участва в Първата световна война като наблюдател. Автор на много трудове посветени на авиацията, сред които е най-значим е книгата „История на авиацията“.
- Лазар Парашкеванов (1890 – 1977), архитект, изучава архитектура в Прага. Проектирал Софийската народна опера, стадион „Герена", първите жилищни кооперации в София и други.
- Мария Антонова Антонова (Тодорова) (2 февруари 1930 – 29 юли 1992), учителка, съпруга и помощничка на създателя и директора на първото и най-голямо в страната Логопедично училище (1962 – 2002)
- Красимир Балъков, роден на 29 март 1966 г., футболист № 1 на България за 1995 г. и 1997 г.

## Други
В последно време се наблюдава голям интерес на английски граждани към закупуването на имоти в селото. Възможно е скоро „пришълците“ да са повече от коренното население. Хубавото обаче е, че има разбирателство между двете нации, и вече зародени приятелства.